# Thomas Benjamin Cooray
Thomas Benjamin Cooray (singalès: තෝමස් බෙන්ජමින් කුරේ), OMI (28 de desembre de 1901 - 29 d'octubre de 1988) va ser un cardenal esrilanquès de l'Església catòlica romana, que serví com a arquebisbe de Colombo entre 1947 i 1976. El papa Pau VI el va fer a cardenal el 1965.
La seva causa de canonització va començar l'any 2010 i se li ha atorgat el títol de Servent de Déu.

## Biografia

### Primers anys i sacerdoci
Thomas Benjamin Cooray va néixer en una família pobra però religiosa de Negombo, i va assistir al Seminari Sant Lluís a Borella, i al Col·legi i Universitat St. Joseph de Colombo (Universitat de Londres) abans d'anar a Roma, on va estudiar a la Universitat Pontifícia de Sant Tomàs d'Aquino (Angelicum), obtenint un doctorat en suma cum laude filosofia. Després d'entrar als Oblats de Maria Immaculada, va ser ordenat sacerdot el 23 de juny de 1929. Acabats els estudis romans el 1931, va fer la pastoral a Colombo fins al 1945, mentre ensenyava al Col·legi de Sant Josep i exercia com a capellà universitari. També esdevingué rector del seminari oblat de Sri Lanka.

### Episcopat
El 14 de desembre de 1945, Cooray va ser nomenat arquebisbe coadjutor de Colombo i arquebisbe titular de Preslavus pel papa Pius XII. Va rebre la seva consagració episcopal el 7 de març de 1946 de mans de l'arquebisbe Leo Kierkels, amb els bisbes Edmund Peiris, OMI, i Bernardo Regno, OSB, servint com a co-consagradors. Cooray va succeir al difunt Jean-Marie Masson, OMI, com a arquebisbe de Colombo el 26 de juliol de 1947, convertint-se en el primer cap de la seu d'origen local. Durant el seu mandat com a arquebisbe, va "afavorir un diàleg respectuós amb els budistes i amb altres cristians". De 1962 a 1965, va assistir al Concili Vaticà II, en el qual va donar suport al Coetus Internationalis Patrum.

### Cardenal i mort
El papa Pau VI el va crear cardenal prevere de Santi Nereo e Achilleo en el consistori del 22 de febrer de 1965. Cooray, el primer membre de Sri Lanka del Col·legi de Cardenals, va dimitir com a arquebisbe de Colombo el 2 de setembre de 1976, després d'un període de vint-i- nou anys. Va ser un dels cardenals electors que va participar en els conclaves d'agost i d'octubre de 1978, que van seleccionar els papes Joan Pau I i Joan Pau II, respectivament, i el primer originari de Sri Lanka a participar en l'elecció d'un papa.
Sempre que venia a la seva ciutat natal, visitava la tomba de la seva mare.
Cooray va morir a l'edat de 86 anys. És enterrat a la cripta de la Basílica de Nostra Senyora de Lanka, la finalització de la qual va supervisar.

## Causa de beatificació
En el primer pas cap a la santedat, el Papa Benet XVI el va declarar Servent de Déu el 22 de novembre de 2010 després que la Congregació per a les Causes dels Sants donés el seu vistiplau per iniciar la causa de canonització.